# 葛西りいち
葛西 りいち（かさい りいち、1983年7月3日 - ）は、日本の漫画家。千葉県出身。女性。代表作は『あしめし』（小学館、2009年）『零戦少年』（秋田書店、2015年）。別名義に古蝶令奈（こちょう れいな）がある。

## 経歴

### デビューまでの下積み
春日部共栄高校卒業後、漫画家を志望して東京アニメーター学院漫画科に進学。青年誌でのストーリー漫画掲載を目指しており、卒業制作作品を各社に持ち込んだところ、小学館の週刊ビッグコミックスピリッツにて奨励賞を受賞。担当編集者の元で執筆を続け、同社の新人賞への応募を繰り返すがデビューには至らなかった。
この間、担当編集の勧めにより漫画制作のノウハウを学ぶため、週刊連載の漫画家アシスタント（アシ）として勤務。2008年より、アシ経験をエッセイ漫画形式にまとめたブログ「アシでメシが食えんのか（あしめしweb）」の掲載を開始。徐々にアクセス数を増やし100万人を突破した。

### デビューとエッセイ漫画を中心とした活動
ブログでの経験をもとに持ち込みを再開したところ、竹書房でのエッセイ漫画掲載が決定し、2008年10月、「夢見ぬお年頃」によってプロデビュー。その後、「まんがライフWIN」で『漫画家アシスタントで成金になれるか!?（あしなり）』の連載を開始。「あしめしweb」を見た編集者（前出）の勧めにより、2009年4月、小学館から『あしめし』が単行本化された。同書は好評につき、2009年9月、続刊『あしめし つう』『あしめし すりー』も発売された。この頃、小学館より創刊された『月刊!スピリッツ』でも創刊号（2009年10月号）からの連載を獲得し、エッセイ風のギャグ漫画「そんなんだからおまえらは。」を執筆した。
その後、雑誌を講談社の『イブニング』に移し、自身の結婚生活を描いた「ヨメキン ヨメとド近眼」を連載開始。2015年より連載開始の「知りたくなかった！」（本当にあった愉快な話、竹書房）では犯罪・心理学・病気などをエッセイのテーマに盛り込み、10年以上の長期連載となっている。
同じく竹書房コミックエッセイ『せらびぃ』で『漫画専門学校講師のマンガ業界ウラの裏 』（全2巻）『運送会社トラックドライバーの誰にも言えないトンデモ業務日誌』（2024年 - 連載中）など、職業もののエッセイ漫画を発表。
また、『WEBコミックガンマ』にて『ウツロノトキ』（ 原作：インディ、ゴールデン街ホラーズ）を『古蝶令奈』名義で連載中。（2024年 - 連載中）

## 作品リスト

### 書籍
1. 『あしめし』（ウェブ掲載漫画『しゅふまん〜主婦ときどき漫画家〜（元あしめし）』の加筆作品を中心に書籍化したもの。小学館〈ビッグスピリッツコミックススペシャル〉） - 2013年8月21日に『アシでメシが食えんのか（あしめしweb）』より改題。
  1. あしめし アシスタントでメシが食えんのか ISBN 978-4-091824-73-8
  2. あしめし つう アシ仲間でメシが食えんのか ISBN 978-4-091827-29-6
  3. あしめし すりー アシを辞めてもメシが食えんのか ISBN 978-4-091832-39-9
2. 漫画家アシスタントで成金になれるか!?（あしなり）（『本当にあったゆかいな話DX』→『まんがズキュン! 本当にあった仰天スクープ』→『本当にあったゆかいな話 芸能ズキュン!』2008年11月号 - 2011年2月号、竹書房）
  - 『あしなり』（『まんがライフWIN』連載、ライブドアにてウェブ版掲載。ウェブ版初出と雑誌版初出を交互に配置、ウェブ版が「File No.n」、雑誌版が「マンガ業界ウラバナシ(丸数字)」と、通し番号にはせず巻毎に話数表記。どちらも未収録分あり。竹書房〈バンブーコミックスWINセレクション〉）

  1. 2010年6月26日発売[8]、ISBN 978-4-8124-7400-6（ウェブ版中心）
  2. 2011年1月21日発売[9]、ISBN 978-4-8124-7497-6（雑誌版中心）
3. そんなんだからおまえらは。（『月刊!スピリッツ』2009年10月号 - 2010年12月号、小学館、ビッグスピリッツコミックススペシャル、単巻、ISBN 978-4-091836-04-5）
4. ヨメキン ヨメとド近眼（『イブニング』2010年16号 - 2012年9号、講談社、イブニングKC、全3巻）
5. ねむりの処方箋（『ゆるっとcafe』2011年5月27日 - 2012年5月27日、竹書房、バンブーエッセイセレクション、2013年4月25日発売[10]、ISBN 978-4-8124-9489-9） - 単行本のタイトルは『ねむりの処方箋　不眠症＆パニック障害でもう6年』
6. リーチとツモ〜貧乏漫画家のチワワ日記〜（『週刊漫画TIMES』2012年7月20日号 - 2013年4月5日号、芳文社、芳文社コミックス、ISBN 978-4-8322-3361-4）
7. 零戦少年（『ヤングチャンピオン烈』2014年9号 - 2015年7号、秋田書店、ヤングチャンピオン烈コミックス、全2巻）
  1. 2015年8月7日発売[11]、ISBN 978-4-253-14203-8
  2. 2020年7月20日発売[12]、ISBN 978-4-253-1420-45
8. 知りたくなかった! 世界の最凶犯罪事件簿（『本当にあった愉快な話』2014年10月号 - 、竹書房、2020年9月10日発売[13]、ISBN 978-4-8019-2397-3）
9. 知ってはいけない! 世界の極悪犯罪事件簿（『本当にあった愉快な話』、竹書房、2021年10月28日発売[14]、ISBN 978-4-8019-2850-3）
10. へっぽこママはギブ寸前!!（2015年9月14日発売[15]、ぶんか社、ISBN 978-4-8211-4415-0）
11. 世界の大富豪とんでも無駄遣い伝説〜奇妙な金の使い方〜（原作：真山知幸、竹書房、2021年6月24日発売[16]、ISBN 978-4-8019-2695-0）
12. 漫画専門学校講師のマンガ業界ウラの裏1（『せらびぃ』、竹書房、2023年8月31日発売[17]、ISBN 978-4-8019-3676-8）※2は、2024年06月28日、ウェブのみでの単行本発売[18]
13. 知りたくなかった！世界の外道犯罪事件簿（『本当にあった愉快な話』、竹書房、2025年2月20日発売[19]、ISBN 978-4-8019-4339-1）

### 単行本未収録
- 乙女心でつっぱしれ!（『ヤングキング』2009年24号、少年画報社）
- バイヅケ!（→『バイヅケミニ』に改題）（『近代麻雀』2010年4月15日号 - 2013年1月15日号、竹書房）
- 無限ループの不協和音（『まんがタイムラブリー』2011年4月号 - 5月号（最終号）、芳文社）
- ヨメのくずめし（中断を挟んで→『ニンプの食卓』に改題）（『本当にあった笑える話』2012年4月号 - 2015年6月号、ぶんか社）
- 整理収納アドバイザーは見た！（『エッセオンライン』2016年不定期掲載、扶桑社）
- ヲタママ OTAMAMA（『まんがくらぶオリジナル』2013年3月号 - 2014年12月号（最終号）、竹書房）※読者ページ『くらおりふぁんコミュ』に毎月1本掲載

## アンソロジー参加
- 就活のバカタレ！（2010年6月16日発売、PHP研究所）ISBN 978-4569778174）
- タイゾー議員とメイドさん（『ムダヅモ無き第二次改革 アンソロジーコミック』、竹書房、2010年12月7日発売、ISBN 978-4812474853）

## エピソード
- 渋めの歳上男性が興味の対象とのこと[20]。特に『機動警察パトレイバー』の後藤喜一の大ファンであり、彼をもとにした同人作品を数多く制作している。こうした縁から、『あしめし つう』の帯をゆうきまさみが執筆している[21]。
- 同じくアシスタント仲間である交際相手（ニックネーム、ド近眼）と、約8年の交際を経て2009年に結婚[22]。『イブニング』連載のエッセイ漫画「ヨメキン ヨメとド近眼」では、彼との日常が描かれている。二児の母。[23]
- 『知りたくなかった！』3巻の後書きにて実兄の事故死を公表している。[24]